# Richard Neutra
Richard Josef Neutra (Vienna, 8 aprile 1892 – Germania, 16 aprile 1970) è stato un architetto austriaco naturalizzato statunitense.
Si trasferì negli Stati Uniti dove collaborò con Frank Lloyd Wright, Rudolf Schindler e Martin Roche.
È considerato uno dei maggiori architetti dell'International style.

## Biografia
Nato a Vienna, frequentò la Technische Hochschule dal 1911 al 1917 e, contemporaneamente, la Scuola di Architettura di Adolf Loos.
Nei primi tempi del dopoguerra lavorò come architetto di giardini a Zurigo. Dal 1921 divenne impiegato presso l'ufficio delle costruzioni municipali di Luckenwalde, dove conobbe Erich Mendelsohn. Neutra si trasferì con questi a Berlino dove lavorò come assistente nel nuovo studio di Mendelsohn. I due progettarono un centro commerciale a Haifa.

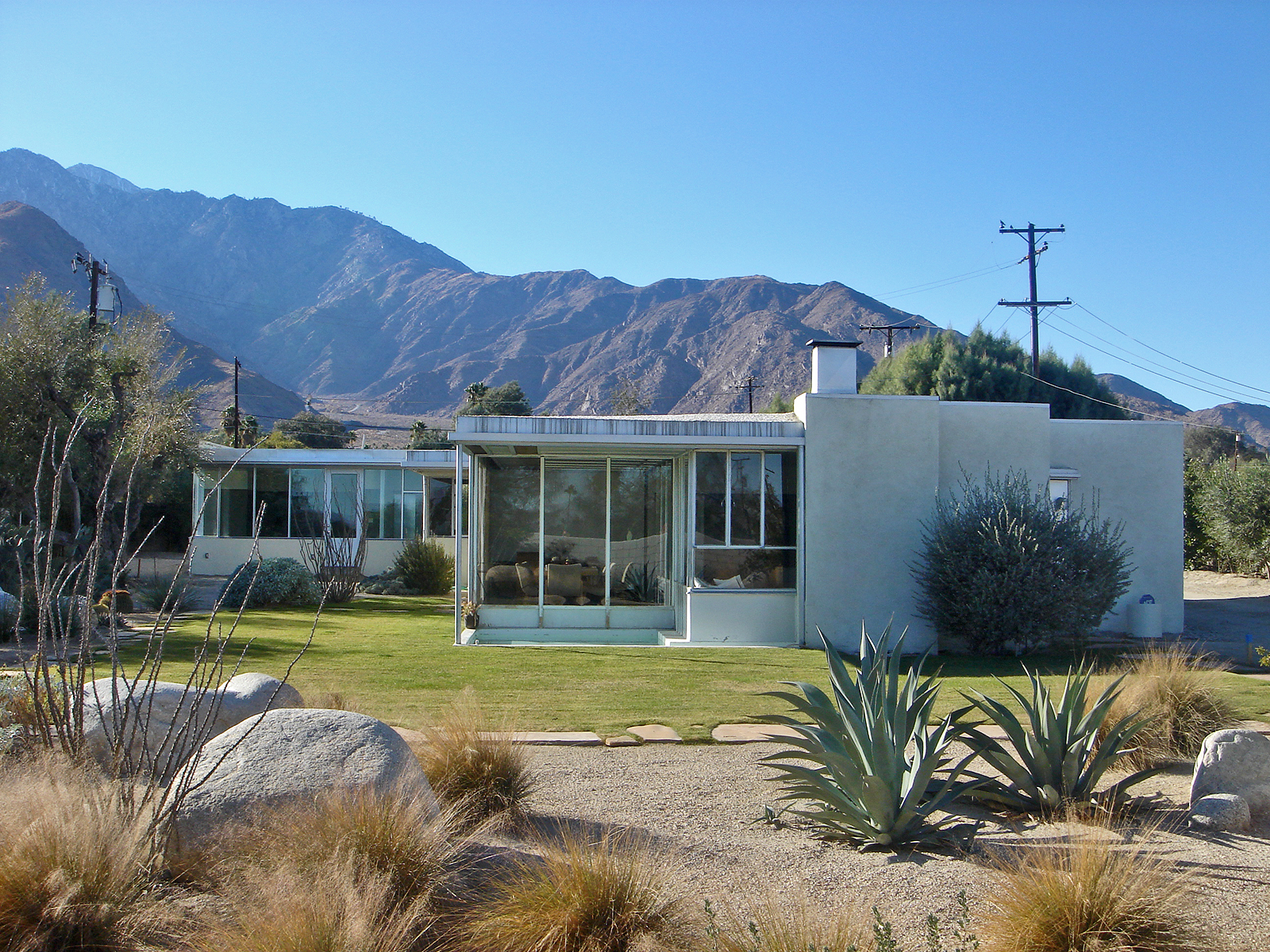
La Miller House del 1937, Palm Springs, California.

Nel 1923 si trasferì negli Stati Uniti (vi ottenne la naturalizzazione solo nel 1929) e lavorò dapprima con William Holabird e Martin Roche e poi con Frank Lloyd Wright.
Si trasferì ben presto a Los Angeles con il connazionale Rudolf Schindler, già conosciuto a Vienna, con cui collaborò a rilevanti progetti tra la partecipazione del concorso per la sede della Società delle Nazioni nel 1927. Successivamente aprì un proprio studio e una delle prime commissioni riguardò il progetto del "Complesso residenziale Jardinette", una struttura in calcestruzzo armato del 1928, Hollywood, California. Disegnò anche case prefabbricate ed elaborò un progetto di Città del futuro.
Tra il 1927 ed il 1929 progettò e costruì, su commissione di Philip Lovell, Casa Lovell. Lo scheletro in carpenteria metallica dell'abitazione poté essere eretto in circa quaranta ore.

L'anno successivo fondò l'Academy of Modern Art a Los Angeles e per tutti gli anni trenta continuò a dedicarsi alla ricerca di nuovi materiali e nuove tecniche costruttive. Nel suo studio formò giovani architetti di successo come Gregory Ain, Harwell Hamilton Harris, e Raphael Soriano.
Ebbe una grande celebrità soprattutto per la geometria rigorosa e per le strutture ariose delle residenze che progettava nella West Coast. Mise sempre grande attenzione nel definire le reali esigenze dei propri clienti (utilizzando anche questionari dettagliati per scoprirne le necessità), indipendentemente dalle dimensioni del progetto ed in contrasto con altri architetti desiderosi invece di imporre la loro visione artistica su un cliente. Nella progettazione dei suoi edifici considerò sempre l'acqua come un elemento di grande importanza. La sua architettura interna è stata una miscela di arte, di paesaggio e di comodità pratica.
Durante la Seconda guerra mondiale si limitò a progettare edifici in legno di sequoia, mattoni e vetro. Dalla fine degli anni quaranta fino alla fine della sua vita continuò a ricercare nuove tecniche di progettazione collaborando al progetto delle Case Study Houses.

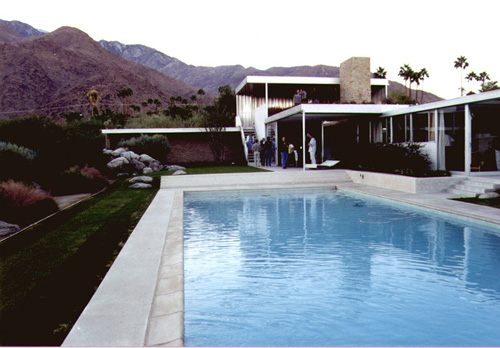
Kaufman House (1946) a Palm Springs, California.

Morì in Germania nel 1970.

## Scritti principali
- Survival through design, Oxford University Press, N.Y., 1954.(Trad. it. Progettare per sopravvivere, Milano, 1956; Edizioni di Comunità, Roma, 2015)

In questo saggio Neutra espone dei principi di progettazione che risultano oggi assai attuali per il forte richiamo a concezioni naturali, a tecniche di bio-architettura e di progettazione sostenibile ante litteram. Pubblicato in un periodo in cui a tali temi si dava assai poca importanza, il testo è stato presto dimenticato.
- The Neutras Then & Later I (Photography by Julius Shulman), Dion Neutra; Edizioni Triton: Barcelona, Los Angeles, 2012)

Antologia fotografica delle opere di Neutra, nella cui parte scritta si riprendono i temi del testo precedente.

## Opere principali
- Jardinette Apartments
- Casa Lovell
- Casa Von Sterberg
- Casa Windshield
- Emerson Junior High School
- Appartamenti Strathmore
- Casa Ward-Berger
- Casa Bonnet
- Casa Kaufmann
- Casa Moore
- Casa Bond
- Ambasciata degli Stati Uniti
- Kuhns House
- Delcourt House
- Programma delle Case Studies
- Lampada 'Marx' per Martinelli Luce